# Helmut Heinen
Helmut Jobst Heinen (* 19. August 1955 in Köln) ist ein deutscher Zeitungsverleger. Er ist Herausgeber der Kölnischen Rundschau und war von 2000 bis 2016 Präsident des Bundesverbandes Deutscher Zeitungsverleger (BDZV).

## Leben
Helmut Heinen entstammt als Enkel von Reinhold Heinen und Sohn von Heinrich Heinen einer Kölner Verlegerfamilie. Nach dem Abitur am Kölner Friedrich-Wilhelm-Gymnasium studierte er Mathematik und Betriebswirtschaftslehre. Der Diplom-Mathematiker trat 1982 in den Heinen-Verlag seiner Eltern ein und wurde 1987 Geschäftsführer und Mitgesellschafter. Seit 1991 war er Herausgeber der Kölnischen Rundschau.
Heinen ist geschäftsführender Gesellschafter der Heinen-Verlag GmbH und der Kölnischen Verlagsdruckerei GmbH. Zudem ist er Herausgeber der Kölnischen Rundschau und der Bonner Rundschau.
Von 1990 bis 2000 war Heinen stellvertretender Präsident des Bundesverbandes Deutscher Zeitungsverleger (BDZV) und 2000 bis 2016  dessen Präsident. Im Juli 2016 wurde Mathias Döpfner zu seinem Nachfolger gewählt.
Er ist zweiter stellvertretender Vorsitzender des Zeitungsverleger Verbands Nordrhein-Westfalen (ZVNRW) und war von 2014 bis 2019 Mitglied der Vollversammlung der IHK zu Köln, wo er sich als Vorsitzender des Medienausschusses engagierte. Er war auch Präsidiumsmitglied der Bundesvereinigung der Deutschen Arbeitgeberverbände.
Über seinen Mehrheitsbesitz am Kölner Heinen-Verlag ist Helmut Heinen seit 2009 mit 35 Prozent an der PMB Presse- und Medienhaus Berlin beteiligt, die Eigentümerin der BV Deutsche Zeitungsholding ist.
Seit August 2016 ist Heinen Vorstandsvorsitzender der Kulturstiftung Kölner Dom, die sich für die Bewahrung des kultur-, kunst- und kirchengeschichtlichen sowie spirituellen Angebots im Kölner Dom einsetzt.
Seit 1995 engagiert sich Heinen bei der Deutschen Stiftung Weltbevölkerung (DSW), seit Januar 2020 als Vorstandsvorsitzender.

## Ehrungen
- Am 27. April 2012 wurde Heinen mit dem Bundesverdienstkreuz 1. Klasse ausgezeichnet.[13][14]
- Am 23. August 2022 erhielt Heinen den Verdienstorden des Landes Nordrhein-Westfalen.[15]

## Sonstiges
Heinen schrieb in seiner Eigenschaft als BDZV-Präsident kurz nach dem Anschlag auf Charlie Hebdo einen Kommentar, der in zahlreichen Zeitungen als Gastkommentar veröffentlicht wurde.